# Großer Preis von Australien 1998
Der Große Preis von Australien 1998 (offiziell LXIII Qantas Australian Grand Prix) fand am 8. März auf dem Albert Park Circuit in Melbourne statt und war das erste Rennen der Formel-1-Weltmeisterschaft 1998.

## Bericht

### Hintergrund
Bei Williams, Ferrari, McLaren und Stewart änderte sich an den Fahrerpaarungen nichts. Bei Benetton wurde der mittlerweile in den Ruhestand gegangene Gerhard Berger durch Alexander Wurz ersetzt, der in der vorherigen Saison bereits dreimal für Berger eingesprungen war. Jean Alesi verließ ebenso das Team und wurde durch Giancarlo Fisichella ersetzt, der im Vorjahr bei Jordan unter Vertrag gestanden hatte. Bei Sauber wurde Alesi verpflichtet sowie Johnny Herbert für ein weiteres Jahr bestätigt.
Jordan holte mit Damon Hill einen ehemaligen Weltmeister ins Team, der zusammen mit Ralf Schumacher für Punkte sorgen sollte. Arrows ersetzte Hill durch Mika Salo, Pedro Diniz’ Vertrag wurde verlängert und er zum ersten Fahrer befördert.
Tyrrell, nun von British American Tobacco aufgekauft, ging in seine letzte Saison. Der ehemalige Besitzer, Ken Tyrrell, besaß noch Mitspracherecht in seinem ehemaligen Team, zog sich aber nach eigenständigen Entscheidungen (unter anderem wurde Ricardo Rosset statt des konstanteren Jos Verstappen verpflichtet, womit Ken Tyrrell nicht glücklich war) der neuen Besitzer zurück. Der Testfahrer Toranosuke Takagi wurde aufgrund seiner Sponsoren zum Stammfahrer befördert.
Prost behielt Olivier Panis, löste aber Shinji Nakano, welcher wiederum zu Minardi ging und seinen Landsmann Ukyō Katayama ersetzte, durch Jarno Trulli ab, welcher Panis nach seiner schweren Verletzung im Vorjahr bereits vertreten hatte. Minardi holte neben dem Japaner noch Esteban Tuero ins Team.
Als amtierender Weltmeister ging Jacques Villeneuve in die Saison.
Mit Hill (zweimal) und David Coulthard (einmal) traten zwei ehemalige Sieger zu diesem Grand Prix an.

### Training

#### Freitagstraining
Die Session fand zum Teil unter starken Regen statt. Michael Schumacher holte sich vor Mika Häkkinen um eine halbe Sekunden die Bestzeit mit 1:33,826 Minuten. Bis auf Tuero, der mit 2:16,609 Minuten ganze 42 Sekunden dahinter lag, waren alle Fahrer innerhalb von fünfeinhalb Sekunden platziert.

#### Samstagstraining
Diesmal holte sich Coulthard die Bestzeit mit 1:30,456 Minuten. Dahinter folgen Villeneuve, Schumacher und Häkkinen. Tuero, der Vortags kaum testen konnte, platzierte sich auf Platz 20 mit fünfeinhalb Sekunden Rückstand. Alle Fahrer waren innerhalb von sechs Sekunden platziert.

### Qualifying
Häkkinen holte sich mit vier Hundertstel Vorsprung die Pole-Position vor Coulthard, Michael Schumacher und Villeneuve. Alle Fahrer waren innerhalb von fünfeinhalb Sekunden platziert, Tuero konnte sich erneut verbessern und lag am Ende auf Platz 17.

### Warm-Up
Mit Häkkinen war erneut ein McLaren auf Platz eins, dahinter folgt Coulthard, die Schumacher-Brüder und Hill. Alle Fahrer waren innerhalb von viereinhalb Sekunden platziert. Tuero konnte sich erneut verbessern und lag am Ende auf Platz zwölf mit seinem Minardi, vor Alesi, Wurz und Rubens Barrichello.

### Rennen
Auf dem Weg zur Startaufstellung brannte der Wagen von Diniz am Heck kurz, konnte das Rennen aber ohne weitere Probleme vorerst aufnehmen. Doch nach nur zwei Runden musste er wegen eines Getriebeschadens aufgeben. Alesi hatte ebenfalls Probleme, da er nicht von seinem Startplatz wegkam, doch bevor der offiziell Letzte der Startaufstellung, Nakano, ihn überholte, konnte er den Gang einlegen und anfahren. Dadurch konnte Alesi seinen zwölften Startplatz behalten.
Die McLarens sowie Michael Schumacher kamen am besten beim Start weg, gefolgt von Villeneuve und Fisichella. Michael Schumacher jagte Coulthard, bis der Ferrari-Motor in Runde sechs den Geist aufgab. Villeneuve, weiterhin verfolgt von Fisichella, erbte Platz drei, welchen er bis zur ersten Boxenstoppserie behielt. In den ersten zwei Runden schieden fünf Wagen aus, darunter Barrichello, Toranosuke Takagi, Diniz und durch einen Unfall Ralf Schumacher sowie Jan Magnussen.
Nach den Boxenstopps fiel Villeneuve hinter seinen Teamkollegen Heinz-Harald Frentzen und hinter Fisichella zurück. Fisichella konnte Frentzen überholen und war vorerst Dritter, musste aber dann wegen Materialversagens aufgeben. In Runde 36 fuhr Häkkinen überraschend erneut in die Box. Auslöser war ein falsch interpretierter Funkspruch, welcher von einer unbekannten Person abgesetzt worden war, wie Ron Dennis in einem Interview im Jahre 2007 erklärte. Dadurch verlor Häkkinen seinen ersten Platz an Coulthard.
Kurz vor dem Ende des Rennens ließ Coulthard Häkkinen vorbei auf Platz eins, was aber nicht auf einer direkten Teamanweisung, sondern auf einer persönlichen Vereinbarung der beiden beruhte. Diese inoffizielle Vereinbarung sah nämlich vor, dass der Fahrer, der als Erster die erste Kurve verließ, das Rennen gewinnen durfte. Häkkinen konnte somit seinen zweiten Karriereerfolg feiern. Dritter wurde Frentzen mit bereits einer Runde Rückstand auf die beiden McLaren. Die restlichen Punkteplatzierungen belegten Eddie Irvine, Villneuve und Herbert.
Häkkinen konnte sich zudem mit 1:31,649 Minuten die schnellste Runde sichern.
Nach dem Rennen legte der Vorsitzende der Australien Grand Prix Corporation, Ron Walker, eine offizielle Beschwerde bei der FIA aufgrund der Verhaltensweise des McLaren-Teams ein.
Die Reihenfolge in der Fahrerwertung entsprach dem Rennergebnis. In der Konstrukteurswertung übernahm McLaren-Mercedes die Führung vor Williams-Mecachrome und Ferrari.

## Meldeliste
| Team                         | Nr. | Fahrer                | Chassis        | Motor                   | Reifen |
| ---------------------------- | --- | --------------------- | -------------- | ----------------------- | ------ |
| Winfield Williams            | 01  | Jacques Villeneuve    | Williams FW20  | Mecachrome 3.0 V10      | G      |
| Winfield Williams            | 02  | Heinz-Harald Frentzen | Williams FW20  | Mecachrome 3.0 V10      | G      |
| Scuderia Ferrari Marlboro    | 03  | Michael Schumacher    | Ferrari F300   | Ferrari 3.0 V10         | G      |
| Scuderia Ferrari Marlboro    | 04  | Eddie Irvine          | Ferrari F300   | Ferrari 3.0 V10         | G      |
| Mild Seven Benetton Playlife | 05  | Giancarlo Fisichella  | Benetton B198  | Playlife 3.0 V10        | B      |
| Mild Seven Benetton Playlife | 06  | Alexander Wurz        | Benetton B198  | Playlife 3.0 V10        | B      |
| West McLaren Mercedes        | 07  | David Coulthard       | McLaren MP4/13 | Mercedes-Benz 3.0 V10   | B      |
| West McLaren Mercedes        | 08  | Mika Häkkinen         | McLaren MP4/13 | Mercedes-Benz 3.0 V10   | B      |
| Benson & Hedges Jordan       | 09  | Damon Hill            | Jordan 197     | Mugen-Honda 3.0 V10     | G      |
| Benson & Hedges Jordan       | 10  | Ralf Schumacher       | Jordan 197     | Mugen-Honda 3.0 V10     | G      |
| Gauloises Prost Peugeot      | 11  | Olivier Panis         | Prost AP01     | Peugeot 3.0 V10         | B      |
| Gauloises Prost Peugeot      | 12  | Jarno Trulli          | Prost AP01     | Peugeot 3.0 V10         | B      |
| Red Bull Sauber Petronas     | 14  | Jean Alesi            | Sauber C17     | Petronas 3.0 V10        | G      |
| Red Bull Sauber Petronas     | 15  | Johnny Herbert        | Sauber C17     | Petronas 3.0 V10        | G      |
| Danka Zepter Arrows          | 16  | Pedro Diniz           | Arrows A19     | Arrows 3.0 V10          | B      |
| Danka Zepter Arrows          | 17  | Mika Salo             | Arrows A19     | Arrows 3.0 V10          | B      |
| Stewart Ford                 | 18  | Rubens Barrichello    | Stewart SF2    | Ford Zetec-R 3.0 V10    | B      |
| Stewart Ford                 | 19  | Jan Magnussen         | Stewart SF2    | Ford Zetec-R 3.0 V10    | B      |
| Tyrrell                      | 20  | Ricardo Rosset        | Tyrrell 026    | Ford Zetec-R/97 3.0 V10 | G      |
| Tyrrell                      | 21  | Toranosuke Takagi     | Tyrrell 026    | Ford Zetec-R/97 3.0 V10 | G      |
| Fondmetal Minardi Team       | 22  | Shinji Nakano         | Minardi M198   | Ford Zetec-R/97 3.0 V10 | B      |
| Fondmetal Minardi Team       | 23  | Esteban Tuero         | Minardi M198   | Ford Zetec-R/97 3.0 V10 | B      |

## Klassifikation

### Qualifying
| Pos.                                                                       | Fahrer                | Konstrukteur        | Zeit     | Start |
| -------------------------------------------------------------------------- | --------------------- | ------------------- | -------- | ----- |
| 01                                                                         | Mika Häkkinen         | McLaren-Mercedes    | 1:30,010 | 01    |
| 02                                                                         | David Coulthard       | McLaren-Mercedes    | 1:30.053 | 02    |
| 03                                                                         | Michael Schumacher    | Ferrari             | 1:30.767 | 03    |
| 04                                                                         | Jacques Villeneuve    | Williams-Mecachrome | 1:30.919 | 04    |
| 05                                                                         | Johnny Herbert        | Sauber-Petronas     | 1:31.384 | 05    |
| 06                                                                         | Heinz-Harald Frentzen | Williams-Mecachrome | 1:31.397 | 06    |
| 07                                                                         | Giancarlo Fisichella  | Benetton-Playlife   | 1:31.733 | 07    |
| 08                                                                         | Eddie Irvine          | Ferrari             | 1:31.767 | 08    |
| 09                                                                         | Ralf Schumacher       | Jordan-Mugen-Honda  | 1:32.392 | 09    |
| 10                                                                         | Damon Hill            | Jordan-Mugen-Honda  | 1:32.399 | 10    |
| 11                                                                         | Alexander Wurz        | Benetton-Playlife   | 1:32.726 | 11    |
| 12                                                                         | Jean Alesi            | Sauber-Petronas     | 1:33.240 | 12    |
| 13                                                                         | Toranosuke Takagi     | Tyrrell-Ford        | 1:33.291 | 13    |
| 14                                                                         | Rubens Barrichello    | Stewart-Ford        | 1:33.383 | 14    |
| 15                                                                         | Jarno Trulli          | Prost-Peugeot       | 1:33.739 | 15    |
| 16                                                                         | Mika Salo             | Arrows              | 1:33.927 | 16    |
| 17                                                                         | Esteban Tuero         | Minardi-Ford        | 1:34.646 | 17    |
| 18                                                                         | Jan Magnussen         | Stewart-Ford        | 1:34.906 | 18    |
| 19                                                                         | Ricardo Rosset        | Tyrrell-Ford        | 1:35.119 | 19    |
| 20                                                                         | Pedro Diniz           | Arrows              | 1:35.140 | 20    |
| 21                                                                         | Olivier Panis         | Prost-Peugeot       | 1:35.215 | 21    |
| 22                                                                         | Shinji Nakano         | Minardi-Ford        | 1:35.301 | 22    |
| 107-Prozent-Zeit: 1:36,311 min (bezogen auf die Bestzeit von 1:30,010 min) |                       |                     |          |       |

### Rennen
| Pos. | Fahrer                | Konstrukteur        | Runden | Stopps | Zeit        | Start | Schnellste Runde |
| ---- | --------------------- | ------------------- | ------ | ------ | ----------- | ----- | ---------------- |
| 01   | Mika Häkkinen         | McLaren-Mercedes    | 58     | 3      | 1:31:45,996 | 01    | 1:31,649 (38.)   |
| 02   | David Coulthard       | McLaren-Mercedes    | 58     | 2      | + 0,702     | 02    | 1:32,356 (24.)   |
| 03   | Heinz-Harald Frentzen | Williams-Mecachrome | 57     | 1      | + 1 Runde   | 06    | 1:33,554 (33.)   |
| 04   | Eddie Irvine          | Ferrari             | 57     | 1      | + 1 Runde   | 08    | 1:33,790 (33.)   |
| 05   | Jacques Villeneuve    | Williams-Mecachrome | 57     | 1      | + 1 Runde   | 04    | 1:35,661 (53.)   |
| 06   | Johnny Herbert        | Sauber-Petronas     | 57     | 1      | + 1 Runde   | 05    | 1:35,624 (24.)   |
| 07   | Alexander Wurz        | Benetton-Playlife   | 57     | 2      | + 1 Runde   | 11    | 1:34,738 (54.)   |
| 08   | Damon Hill            | Jordan-Mugen-Honda  | 57     | 2      | + 1 Runde   | 10    | 1:34,196 (55.)   |
| 09   | Olivier Panis         | Prost-Peugeot       | 57     | 1      | + 1 Runde   | 21    | 1:34,319 (55.)   |
| –    | Giancarlo Fisichella  | Benetton-Playlife   | 43     | 2      | DNF         | 07    | 1:34,319 (40.)   |
| –    | Jean Alesi            | Sauber-Petronas     | 41     | 1      | DNF         | 12    | 1:34,878 (28.)   |
| –    | Jarno Trulli          | Prost-Peugeot       | 26     | 0      | DNF         | 11    | 1:34,885 (25.)   |
| –    | Ricardo Rosset        | Tyrrell-Ford        | 25     | 1      | DNF         | 19    | 1:38,116 (20.)   |
| –    | Mika Salo             | Arrows              | 23     | 1      | DNF         | 16    | 1:36,032 (18.)   |
| –    | Esteban Tuero         | Minardi-Ford        | 22     | 2      | DNF         | 17    | 1:36,475 (19.)   |
| –    | Shinji Nakano         | Minardi-Ford        | 8      | 1      | DNF         | 22    | 1:39,676 (03.)   |
| –    | Michael Schumacher    | Ferrari             | 5      | 0      | DNF         | 03    | 1:35,774 (03.)   |
| –    | Pedro Diniz           | Arrows              | 2      | 0      | DNF         | 20    | 1:39,916 (02.)   |
| –    | Ralf Schumacher       | Jordan-Mugen-Honda  | 1      | 0      | DNF         | 09    | 1:50,966 (01.)   |
| –    | Jan Magnussen         | Stewart-Ford        | 1      | 0      | DNF         | 18    | 1:52,353 (01.)   |
| –    | Toranosuke Takagi     | Tyrrell-Ford        | 1      | 0      | DNF         | 13    | 1:53,124 (01.)   |
| –    | Rubens Barrichello    | Stewart-Ford        | 0      | 0      | DNF         | 14    | –                |

## WM-Stände nach dem Rennen
Die ersten sechs des Rennens bekamen 10, 6, 4, 3, 2 bzw. 1 Punkt(e).

### Fahrerwertung
| Pos. | Fahrer                | Konstrukteur        | Punkte |
| ---- | --------------------- | ------------------- | ------ |
| 01   | Mika Häkkinen         | McLaren-Mercedes    | 10     |
| 02   | David Coulthard       | McLaren-Mercedes    | 6      |
| 03   | Heinz-Harald Frentzen | Williams-Mecachrome | 4      |
| 04   | Eddie Irvine          | Ferrari             | 3      |
| 05   | Jacques Villeneuve    | Williams-Renault    | 2      |
| 06   | Johnny Herbert        | Sauber-Petronas     | 1      |
| 07   | Alexander Wurz        | Benetton-Playlife   | 0      |
| 08   | Damon Hill            | Jordan-Mugen-Honda  | 0      |
| 09   | Olivier Panis         | Prost-Peugeot       | 0      |
| –    | Giancarlo Fisichella  | Benetton-Playlife   | 0      |
| –    | Jean Alesi            | Sauber-Petronas     | 0      |

| Pos. | Fahrer             | Konstrukteur       | Punkte |
| ---- | ------------------ | ------------------ | ------ |
| –    | Jarno Trulli       | Prost-Peugeot      | 0      |
| –    | Ricardo Rosset     | Tyrrell-Ford       | 0      |
| –    | Mika Salo          | Arrows             | 0      |
| –    | Esteban Tuero      | Minardi-Ford       | 0      |
| –    | Shinji Nakano      | Minardi-Ford       | 0      |
| –    | Michael Schumacher | Ferrari            | 0      |
| –    | Pedro Diniz        | Arrows             | 0      |
| –    | Ralf Schumacher    | Jordan-Mugen-Honda | 0      |
| –    | Jan Magnussen      | Stewart-Ford       | 0      |
| –    | Toranosuke Takagi  | Tyrrell-Ford       | 0      |
| –    | Rubens Barrichello | Stewart-Ford       | 0      |

### Konstrukteurswertung
| Pos. | Konstrukteur        | Punkte |
| ---- | ------------------- | ------ |
| 01   | McLaren-Mercedes    | 16     |
| 02   | Williams-Mecachrome | 6      |
| 03   | Ferrari             | 3      |
| 04   | Sauber-Petronas     | 1      |
| 05   | Benetton-Playlife   | 0      |
| 06   | Jordan-Mugen-Honda  | 0      |

| Pos. | Konstrukteur  | Punkte |
| ---- | ------------- | ------ |
| 07   | Prost-Peugeot | 0      |
| –    | Tyrrell-Ford  | 0      |
| –    | Arrows        | 0      |
| –    | Minardi-Ford  | 0      |
| –    | Stewart-Ford  | 0      |